# Парчиев, Магомед Азиевич
Магомед Азиевич Парчиев (26 января 1959, Назрань, Чечено-Ингушская АССР — 1985, Майкоп, Краснодарский край) — дзюдоист, двукратный чемпион СССР по дзюдо (1981, 1982), бронзовый призёр чемпионата Европы (1982), мастер спорта СССР международного класса по дзюдо 1983 года.

## Биография
Родился в 1959 году в городе Назрани. Первым его тренером был Яхья Мерешков. Впоследствии Парчиев поехал учиться в Майкоп, где его тренером стал Якуб Коблев.
В 1988 году погиб в Майкопе в результате огнестрельного ранения.

## Спортивные достижения
- Чемпионат СССР по дзюдо 1981 года — .
- Чемпионат СССР по дзюдо 1982 года — .
- Чемпионат СССР по дзюдо 1984 года — .

## Награды
- Орден «За заслуги» (Ингушетия) [2].

## Память
- Проводится ежегодный турнир памяти Магомеда Парчиева по дзюдо[3][4].
- Его именем названа улица в Назрани (Улица Парчиева)[5].
- В 2003 году имя Магомеда Парчиева было присвоено стадиону в городе Магас.